# Homaroa
Homaroa is een geslacht van vlinders van de familie spinneruilen (Erebidae), uit de onderfamilie Lymantriinae.

## Soorten
- H. brontonepha Collenette, 1931
- H. epiclithra Collenette, 1956
- H. frieda Collenette, 1959
- H. tamsi Collenette, 1959